# Distrikt Huallanca (Huaylas)
Der Distrikt Huallanca liegt in der Provinz Huaylas in der Region Ancash in West-Peru. 

## Geographie
Der Distrikt Huallanca liegt am linken Flussufer des Río Santa im Nordwesten der Provinz Huaylas. Er besitzt eine Fläche von 195 km² und liegt im Norden der Cordillera Negra. Im äußersten Südosten verläuft die Schlucht Cañón del Pato entlang der Distriktgrenze. Die Distriktverwaltung befindet sich in der 1377 m hoch gelegenen Ortschaft Huallanca mit 551 Einwohnern (Stand 2017). Etwa einen Kilometer östlich des Hauptorts Huallanca liegt das Umspannwerk des Wasserkraftwerks Cañón del Pato.
Beim Zensus 2017 wurden 1062 Einwohner gezählt. Im Jahr 1993 lag die Einwohnerzahl bei 1691, im Jahr 2007 bei 955.
Der Distrikt Huallanca grenzt im Südwesten an die Distrikte Huaylas und Santo Toribio, im Westen an den Distrikt Macate (Provinz Santa), im Nordosten an den Distrikt La Pampa (Provinz Corongo), im Osten an den Distrikt Yuracmarca sowie im Südosten an den Distrikt Santa Cruz.

## Geschichte
Der Distrikt wurde am 14. April 1950 gegründet. Huallanca liegt 26 km nördlich der Provinzhauptstadt Caraz.
1920 bis 1970 besaß Huallanca mit der Bahnstrecke Chimbote–Huallanca einen Eisenbahnanschluss.